# Krilovka (Primórie)
|  | Per a altres significats, vegeu «Krilovka». |

krilovka (en rus: Крыловка) és un poble del krai de Primórie, a l'Extrem Orient de Rússia, que en el cens del 2010 tenia 343 habitants.